# Супермаркет (филм)
Супермаркет је црногорски филм из 2024. године по сценарију и у режији Немање Бечановића.

## Радња
Радња филма прати бескућника, који већ годину дана неометано живи у супермаркету. Дању је скривен у вентилационом систему где спава, а увече када се супермаркет затвори излази да би уживао у погодностима понуде. Његов мир једне ноћи нарушава Роберт, бивши радник обезбеђења супермаркета, који се након отказа такође одлучио уселити у продавницу, а будући да је радио у сектору надзора, знао је како да угаси аларм и надзорне камере. Бескућник опрезно прихвата ново познанство и тако решава проблем усамљености...

## Улоге
| Глумац           | Улога  |
| ---------------- | ------ |
| Бојан Жировић    | Роберт |
| Бранимир Поповић | Роберт |
| Ана Пејовић      | Мими   |